# Shandon (Kalifornia)
Shandon statisztikai település az USA Kalifornia államában, San Luis Obispo megyében. Lakosainak száma 1168 fő (2020. április 1.).

## Népesség
A település népességének változása:

| 2010 | 1 295 |
| 2020 | 1 168 |